# 金振杓
金 振杓（キム・ジンピョ、1947年5月4日 - ）は、韓国における官僚出身の政治家である。第17・18・19・20・21代国会議員で、第21代国会後半国会議長。2011年12月に発足した民主統合党の院内代表を務めた。
本貫は金寧金氏。キリスト教徒。

## 人物
黄海道延白郡生まれ、4歳の時に朝鮮戦争が勃発したため、父親と共に京畿道の水原市に避難に行き、母親とは離散家族となった。景福高校、ソウル大学校法学部を経て、第13回行政考試で合格、大田地方国税庁を皮切りに一貫して財務官僚としての道を歩んだ。官僚時代に金泳三政府が極秘裏に推進していた金融実名制政策の実務作業を担当し、政界の関心を集めた。その後、金大中政権の副首相として、政権初期の無分別なクレジットカード発給政策で発生したいわゆる「カードの乱」を収拾した功績があるという点が評価されている。金大中と盧武鉉政権では財政経済部次官や青瓦台（大統領府）政策企画首席秘書官、国務総理室国務調整室長、副総理などの要職を歴任した。
2004年4月に行われた第17代総選挙においてウリ党から立候補して初当選、政界入りした。第17代国会では、財政経済委員会や国防委員会の委員、租税研究会の会長などを務めた。第18代総選挙では民主党から立候補して再選、国会教育科学技術委員会の委員、党最高委員を務めた後、2011年5月13日に行われた院内代表選挙で当選、新たな院内代表となった。11月22日に与党ハンナラ党が米韓自由貿易協定（以下、米韓FTA）批准案を強行採決したことに野党側が反発して空転状態が続く国会の状態を解決するため、12月8日の与野党院内代表者会議で党側と相談しないまま、12日からの国会正常化に合意したことに他の野党が強く反発、民主党内からも金院内代表への批判が相次いだため、翌9日に辞意を表明した。しかし、同月16日に結成された民主統合党では当然職の最高委員として院内代表を兼務することになった。2012年4月に行われる第19代総選挙の候補者を決める公薦審査過程では米韓FTA再協議を主張する党との立場の違いから落薦危機に直面したが、最終的に公薦され京畿地域の民主党候補者の中では最高得票率となる61.02％で3選を決めた。
2014年5月、同年6月に行われる第6回全国地方選の一つとして行われた京畿道知事選挙における新政治民主連合候補に選出されたが、セヌリ党の道知事候補である南景弼に僅かに及ばず敗北した。
文在寅政権発足以後、政界入りから民主党系政権で一貫して重用されてきた公職履歴に続き、国会議員5選および第21代国会最高齢当選者という記録がある。2019年末、大統領選挙出馬で国務総理職を辞任しようとする李洛淵の後任者として、文政権の2番目の総理候補者として検討されたが、金は共に民主党内部で中道と分類されるため、党内左派の参与連帯や民主労組から「清算すべき人物」と名指されるような猛烈な反発に遭い、結局総理への立候補を自主辞退した。
2022年5月17日、国会で多数党の共に民主党内で最多選議員の部類に属する金が第21代国会の後半の国会議長への出馬を宣言し、同月24日に同党の国会議長候補として選出された。7月4日に議長に選出された。

## 来歴
- 生年月日：1947年5月4日
- 出生地：京畿道水原
- 学歴
  - 1966年：景福高等学校卒業
  - 1971年：ソウル大学校法科大学法学科卒業
  - 1974年：ソウル大学校行政大学院
  - 1988年：アメリカウィスコンシン大学大学院公共政策学修士
- 経歴
  - 1970年：第13回行政考試合格
  - 1974年5月：大田地方国税庁（消費税課長）
  - 1975年12月：財務部事務官（国税審判所税制室）
  - 1983年4月：寧越税務署署長
  - 1985年4月：財務部税制局、消費税、財産税制、租税政策課長
  - 1992年8月：租税研究院設立
  - 1993年4月：財務部税制総括審議官
  - 1994年12月：財政経済院国税審判所常任審判官
  - 1995年4月：対外経済局審議官
  - 1996年1月：財政経済院広報官
  - 1996年5月：副総理秘書室長
  - 1996年10月：金融政策室銀行保険審議官
  - 1998年3月：税制室財産消費税、税制総括審議官
  - 1998年11月：ASEM（アジア欧州会合）準備企画団事業推進本部長
  - 2001年4月：財政経済部次官
  - 2002年1月：金大中大統領秘書室政策企画首席秘書官
  - 2002年7月：国務総理国務調整室長
  - 2002年12月：盧武鉉大統領職引継委員会副委員会
  - 2003年2月：副総理兼財政経済部第6代長官（～2004年2月）
  - 2004年4月：第17代総選挙。ウリ党候補（京畿道水原市霊通区）として立候補、当選。
  - 2004年6月：第17代国会議員（～2008年5月。ウリ党→大統合民主新党→統合民主党）。財政経済委員会委員、税制租税研究会会長。
  - 2005年1月：副総理兼教育人的資源部第6代長官（～2006年7月）。
  - 2006年8月：（国会）国防委員会委員
  - 2007年6月：ウリ党政策委員会議長
  - 2007年8月：大統合民主新党政策委員会議長
  - 2008年4月：第18代総選挙。民主党候補（京畿道水原市霊通区）として立候補、再選。
  - 2008年6月：第18代国会議員（民主党→民主統合党）。教育科学技術委員会委員、新成長産業フォーラム会長。
  - 2008年7月：民主党最高委員（～2010年）
  - 2010年6月：（国会）知識経済委員会委員
  - 2010年10月：（民主党）本当に良い地方政府委員会委員長
  - 2011年5月：（民主党）院内代表
  - 2011年12月：（民主統合党）院内代表（～2012年5月）
  - 2012年4月：第19代総選挙。民主統合党候補（京畿道水原市丁区）として立候補、京畿地域の民主党候補者中では最高得票率で3選。　
  - 2012年5月：第19代国会議員（～2016年。民主統合党→民主党→新政治民主連合）
  - 2014年6月：第6回全国同時地方選挙。新政治民主連合の京畿道知事候補として出馬するも落選。
  - 2016年5月：第20代国会議員（～2020年。共に民主党）
  - 2020年5月：第21代国会議員（～2024年。共に民主党）
  - 2022年7月：国会議長

## 日韓関係
- 2008年7月、丁世均らとともに竹島を訪問[17]。
- 2019年5月、文在寅大統領に対し、即位した天皇に祝電を送るよう働きかけたキーマンとして報道された[18]。
- 2020年10月、韓日議員連盟会長として訪日。日本の高位外交当局者が「もし金正恩が参加すると言うならば東京五輪組織委員会を通じて公式に招待できる」と語ったことを明らかにしたが、日本の外務省はこれを全面的に否定している[19]。